# Éric Perrot
Éric Perrot (Melun, 26 agosto 1969) è un ex velocista francese, campione europeo nella staffetta 4×100 metri a Helsinki 1994.